# Anton Powolny
Antonio Powolny, narozen jako Anton Powolny (19. duben 1899 Gramatneusiedl – 30. květen 1961 Vídeň) byl rakouský fotbalový útočník a trenér.

## Kariéra
Narodil se ve městě Gramatneusiedl v Rakousku-Uhersku (dnešním Rakousku). První zápasy odehrál v Rakouském týmu Austria Vídeň. V roce 1919 odešel do druholigového týmu Ober St Veit, kde hrál tři roky. Poté odešel do Wieneru SK, který hrál nejvyšší ligu. Zde odehrál tři sezony a s klubem vyhrál titul (1921/22) a také pohár (1922/23). V roce 1924 odešel do konkurenčnímu klubu Wieneru AF, ale po osmy zápasech odešel do italského klubu Reggiana. V sezoně 1924/25 vstřelil 15 branek a v následující 10 branek. To již byl v hledáčku Interu, který jej přivedl na sezonu 1926/27. Odehrál 22 utkání a vstřelil 22 branek, což z něj udělalo nejlepšího střelce v lize. Po sezoně musel odejít, protože tehdejší pravidla nedovolovala, aby cizí hráč hrál za Italský klub. Na dva roky odešel hrát do Maďarska a v roce 1930 ukončil kariéru v Rakouském Wieneru SK.
Po skončení fotbalové kariéry se vrátil do Itálie, kde působil jako trenér dva roky v Tarantu, poté trénoval v Československu tým Reichenberg (Liberec) a poslední působení měl v německém Duisburgu.

## Hráčská statistika v Itálii
| Sezóna  | Klub     | Liga      | Liga   | Liga | Ligové poháry | Ligové poháry | Ligové poháry | Kontinentální poháry | Kontinentální poháry | Kontinentální poháry | Celkem | Celkem |
| Sezóna  | Klub     | Soutěž    | Zápasy | Góly | Soutěž        | Zápasy        | Góly          | Soutěž               | Zápasy               | Góly                 | Zápasy | Góly   |
| ------- | -------- | --------- | ------ | ---- | ------------- | ------------- | ------------- | -------------------- | -------------------- | -------------------- | ------ | ------ |
| 1924/25 | Reggiana | 1. Divize | 21     | 15   | -             | 0             | 0             | -                    | 0                    | 0                    | 21     | 15     |
| 1925/26 | Reggiana | 1. Divize | 22     | 10   | -             | 0             | 0             | -                    | 0                    | 0                    | 22     | 10     |
| 1926/27 | Inter    | 1. Divize | 27     | 22   | IP            | 2             | 7             | -                    | 0                    | 0                    | 27     | 22     |
| Celkem  | Celkem   | Celkem    | 70     | 47   | -             | 2             | 7             | -                    | 0                    | 0                    | 72     | 54     |

## Hráčské úspěchy

### Klubové
- 1× vítěz rakouské ligy (1921/22)
- 1× vítěz rakouského poháru (1922/23)

### Individuální
- 1x nejlepší střelec v lize (1926/27)